# Наколь
Наколь (пол. Nakol) — село в Польщі, у гміні Осек Сташовського повіту Свентокшиського воєводства.
У 1975-1998 роках село належало до Тарнобжезького воєводства.